# Léo Sauvage
Leo Sauvage, nascido Leopold Smotriez, foi um jornalista e escritor francês, especializado em temas relativos aos Estados Unidos. Foi durante muitos anos correspondente do jornal Le Figaro nos Estados Unidos e crítico teatral do The New Leader. 
Nasceu  em Mannheim, Alemanha, em 1913. Quando criança sua família mudou-se para Lorraine e Nancy, na França.
Formou-se pela Universidade Sorbonne, de Paris. Também foi crítico de teatro na capital francesa e fundou uma companhia de teatro em Marselha na Segunda Guerra Mundial, que zombou do regime colaboracionista de Vichy.
Léo e sua esposa Barbara eram judeus e, quando o exército alemão invadiu a França em 1940, eles se juntaram à resistência. Em 1943, o jovem casal mudou-se para a vila de Le Chambon-sur-Lignon. Seu primeiro filho nasceu lá em 1944.
Após a Segunda Guerra Mundial Sauvage estabeleceu o seu próprio jornal semanal chamado La Rue. Foi para os Estados Unidos em 1948 trabalhando para a agência de notícias France Presse, sendo correspondente em Nova York do Le Figaro entre 1950 e 1975. Após este período, juntou-se ao The New Leader.
Escreveu um livro controverso, The Oswald Affair, publicado em 1966, onde criticou a investigação da Comissão Warren sobre o assassinato do presidente John Kennedy, alegando que as provas contra Lee Harvey Oswald eram frágeis. Defendia a completa falta de provas contra o acusado e a presença de elementos explicativos da inocência.
Também escreveu sobre Cuba, sendo o primeiro correspondente europeu a cobrir a queda do ditador Fulgencio Batista e foi o autor de Che Guevara: The Failure of a Revolutionary, primeiro de oito livros, e que valeu-lhe grande respeito como uma autoridade em política cubana e latino-americana. Na tentativa de explicar a cultura americana, ele escreveu Les Américains, um best-seller na França. Na época de sua morte, escrevia um livro sobre Sherlock Holmes, Sherlockian Heresias.
Faleceu em sua casa, em Manhattan, aos 75 anos, em 30 de outubro de 1988.